# Georgische keuken
De Georgische keuken is zeer gevarieerd door beïnvloeding uit zowel Europese als Midden-Oosterse en omliggende West-Aziatische culinaire tradities. De Georgische keuken heeft een verscheidenheid aan gerechten met verschillende kruiden en specerijen. Elke regio heeft ook zijn eigen culinaire tradities, zoals de Mingrelische, Kachetische en Imeretische keuken. Naast vleesgerechten is er ook een verscheidenheid aan vegetarische schotels.
De bekendste nationale gerechten zijn chatsjapoeri, chinkali, chartsjo, tsjasjoesjoeli, adzjapsandali, sjkmeroeli en lobio. De bekendste kruiden en specerijen zijn adzjika en svanetisch zout. De bekendste condimenten zijn tkemali, satsivi en satsebeli. De bekendste snack is de tsjoertsjchela. Sommige van deze gerechten en producten zijn immaterieel cultureel erfgoed en beschermde geografische aanduidingen.

## Algemeen

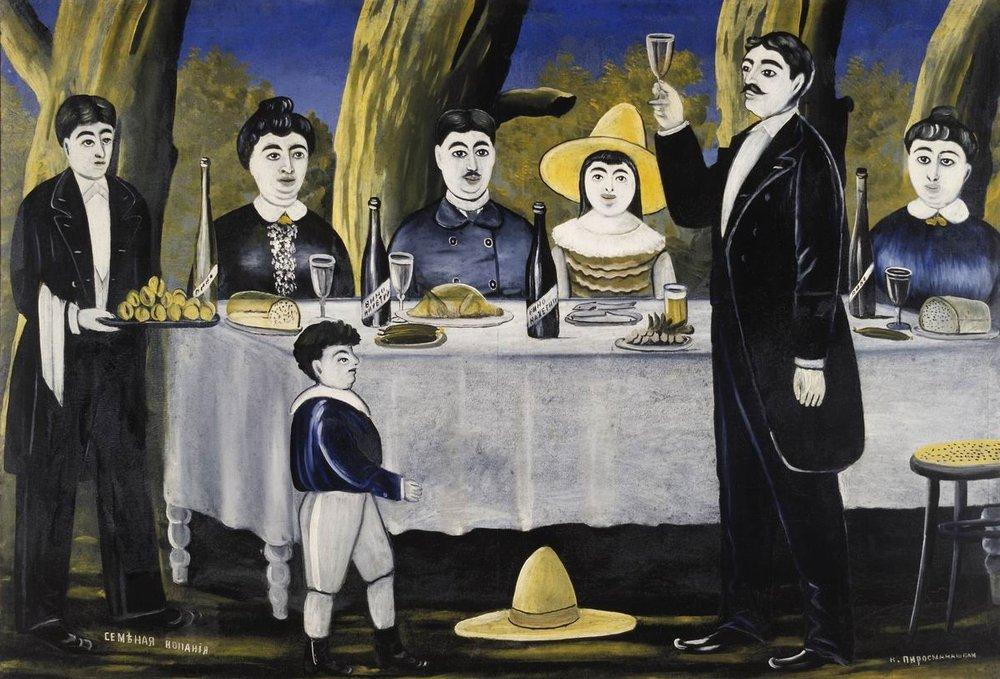
De soepra traditie met tamada verbeeld door de Georgische kunstschilder Pirosmani

De grote variëteit in de Georgische keuken is ontstaan door de handelsroutes door het land waardoor nieuwe ideeën door zowel handelaren als reizigers verspreid werden. Ook speelden de verschillende buitenlandse overheersers een rol. Het belang van zowel eten als drinken in de Georgische cultuur wordt het best waargenomen tijdens de keipi, een traditioneel feestbanket, waar de tamada (toostmeester) een belangrijke en eervolle plaats inneemt. Georgische restaurants waren in de 20e eeuw overal te vinden in de Sovjet-Unie, in de eerste decennia aangejaagd door de prominente Georgiërs in het Sovjetleiderschap, zoals Jozef Stalin, die dol was op het eten en drinken uit zijn geboorteland. In Rusland maar ook andere Oost-Europese landen vindt men Georgische restaurants in elke grote stad. Veel Russische restaurants hebben Georgische specialiteiten op hun menukaart. In de landen van de voormalige Sovjet-Unie zijn Georgische gerechten ook populair.

### Populair in de Sovjet-Unie
De Georgische keuken werd beschouwd als de haute cuisine van de Sovjetkeuken, vanwege de kwaliteit en diversiteit met een exotische inslag. Jozef Stalin introduceerde de uitbundige Georgische soepra tradities in de Sovjet-elite, gevolgd door het Georgische Aragvi restaurant in Moskou dat een hotspot werd van de politieke en artistieke Sovjet-elite door z'n luxueuze en bohemiene ambience. De Georgische sovjetrepubliek garandeerde de toelevering van kwaliteitsproducten aan het restaurant. Onder Nikita Chroesjtsjov werd de visie dat ook de gewone Sovjetburger moest kunnen eten als de elite. En die had een voorkeur voor de Georgische keuken ontwikkeld en de aanvoerlijnen van de producten waren er ook. De cafetaria's, de fabriekskantines en de huiskeukens maakten zo ook kennis met de Georgische keuken. Met name de kip tabaka maar ook de Georgische sjasliek mtsvadi met de bijbehorende condimenten zoals tkemali raakten zo gepopulariseerd onder de massa.

## Gerechten

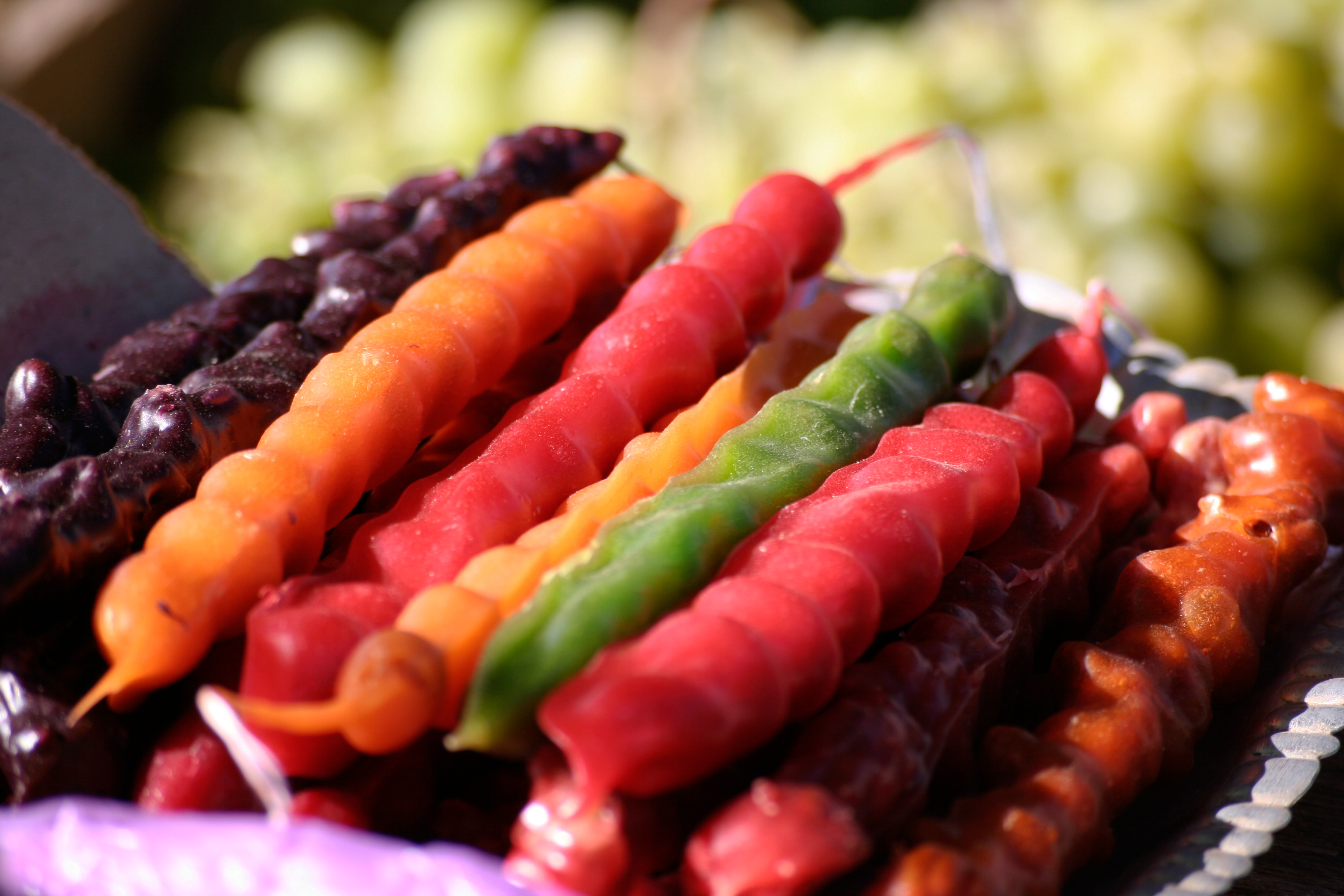
Tsjoertsjchela is een bekende snack van walnoten

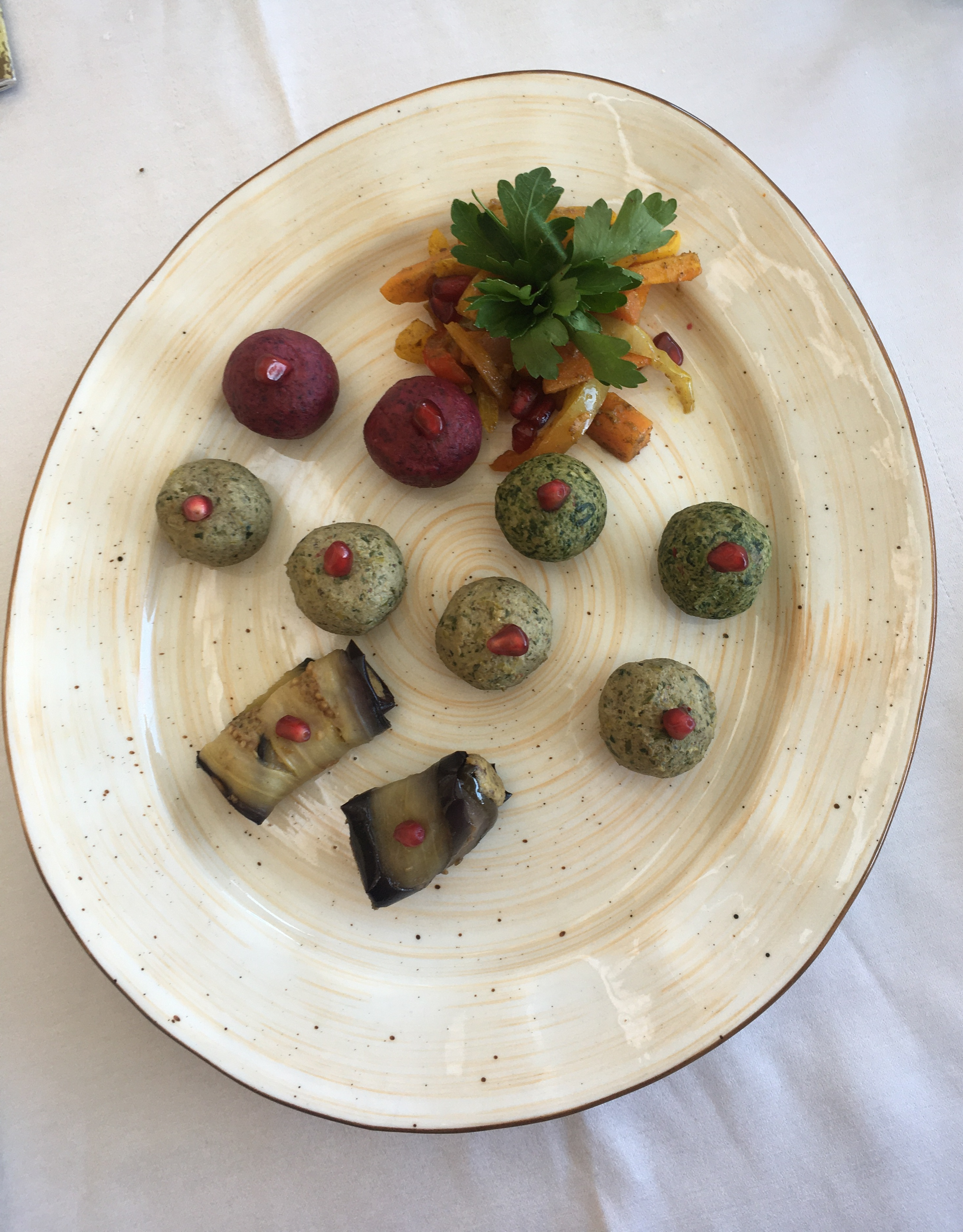
Pchali en Nigvziani badrijani.

Er is in Georgië een grote verscheidenheid aan gerechten die niet alleen individueel gegeten worden, maar vooral ook aan een grote soepra tafel gedeeld kunnen worden. De Georgische eetcultuur legt de nadruk op delen. Over het algemeen speelt vlees een grote rol in de Georgische keuken, waarbij elke regio andere vleesvoorkeuren kent. Gerechten van varkensvlees, rundvlees of schapenvlees zijn erg populair, maar ook herten, berggeiten, hazen, konijnen, kwartels en fazanten worden verwerkt in de schotels. Daarnaast zijn walnoten een integraal en soms ook een dominant onderdeel van gerechten en zijn er verschillende traditionele vegetarische gerechten wat de Georgische keuken onderscheid van anderen.
De culinaire traditie in het westen van het land kent Turkse invloeden, terwijl in het oosten meer Perzische invloed waar te nemen is, beiden eeuwenlange overheersers van de westelijke en oostelijke helft van Georgië. Pittige gerechten hebben de voorkeur in West-Georgië, terwijl die in Oost-Georgië over het algemeen mild zijn. In het westen van Georgië wordt de voorkeur gegeven aan varkensvlees, terwijl het oosten traditioneel de voorkeur heeft aan rundvlees of lamsvlees. Ook tussen de regio's onderling zijn verschillen waar te nemen. Het verschil in smaak binnen Georgië is ook duidelijk in termen van de meest verbouwde en meest geconsumeerde granen in elke regio. Maïs domineert in West-Georgië, terwijl in Oost-Georgië vooral tarwe wordt verbouwd en geconsumeerd.

### Hapjes
Populaire hapjes zijn:

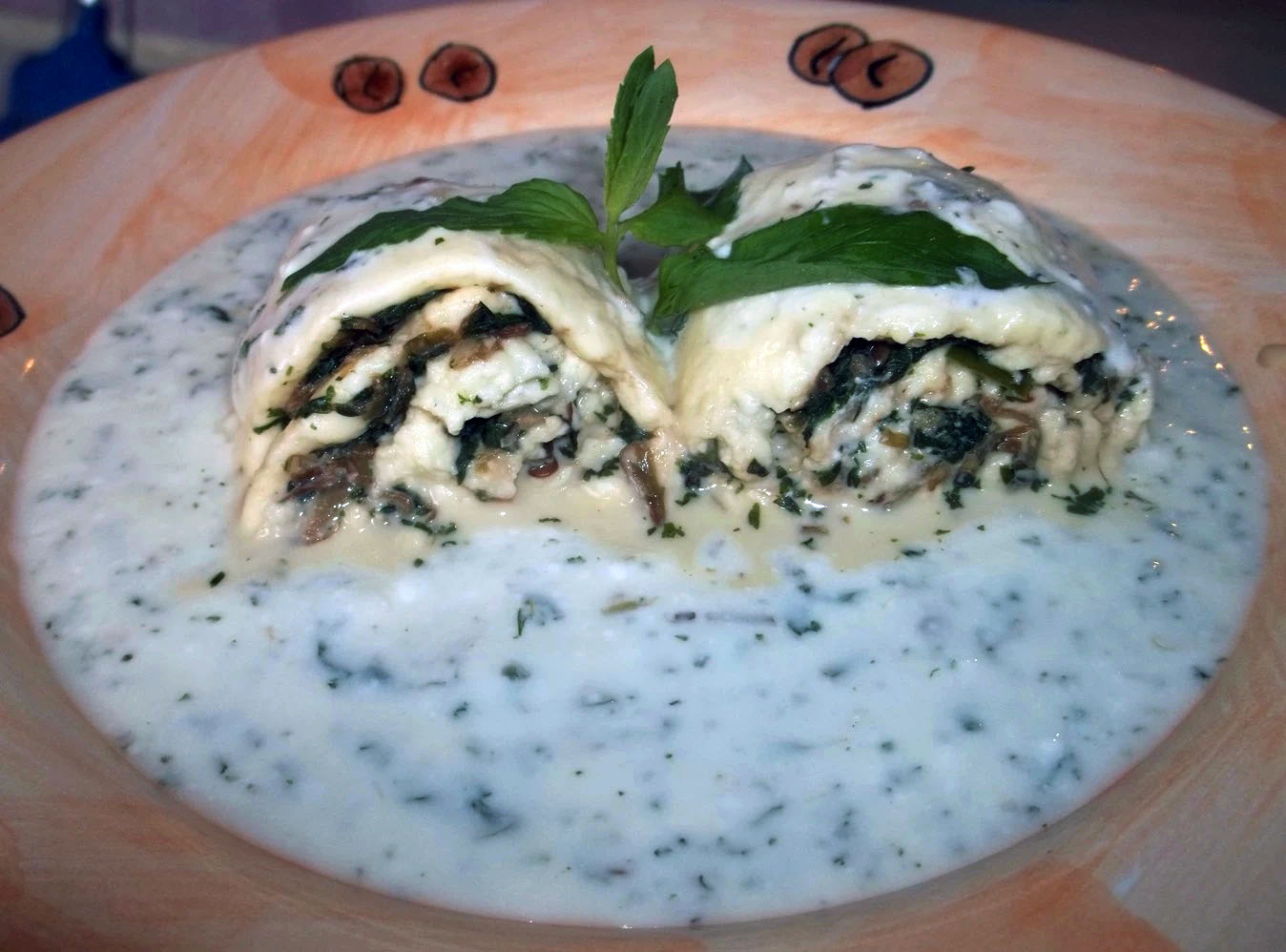
Gebzjalia

- Nigvziani badridzjani - letterlijk 'aubergine met walnoten', het meest bekende bijgerecht. Een plak aubergine om walnotenpasta gewikkeld.
- Dzjondzjoli - ingemaakte spruiten van de lokale Dzjondzjoli-struiken.
- Nadoeghi - een combinatie van zure room, ricotta of Imeretische kaas en munt.
- Soko - kleine ovenschotel van champignons, kaas en boter, geserveerd in een ketsi.
- Pchali - fijngehakte groente in een balletje samengeperst. Meestal van spinazi of bieten.
- Gebzjalia - rolletjes soelgoeni-kaas met verse munt in opgewarmde melk en zure room of matsoni. Komt uit Mingrelië.

### Salades
Ook al heeft Georgië veel plantaardige gerechten, er zijn weinig salades. Enkele bekende salades zijn:
- Salati nigvzit - standaard Georgische komkommer-tomaat salade met walnootdressing en groene kruiden, naar smaak aangevuld met verse peper of ui.[7]
- Ispanachi matsvnit - salade van spinazie en yoghurt, met koriander en knoflook.
- Azelila - salade uit Abchazië van eieren, gemalen walnoten, dille, boter en adzjika.
- Dandoeri - salade uit Kacheti van postelein, knoflook, citroensap of witte wijnazijn, lente-uitjes, dille, koriander, rode pepervlokken, zout en zwarte peper.

### Soepen

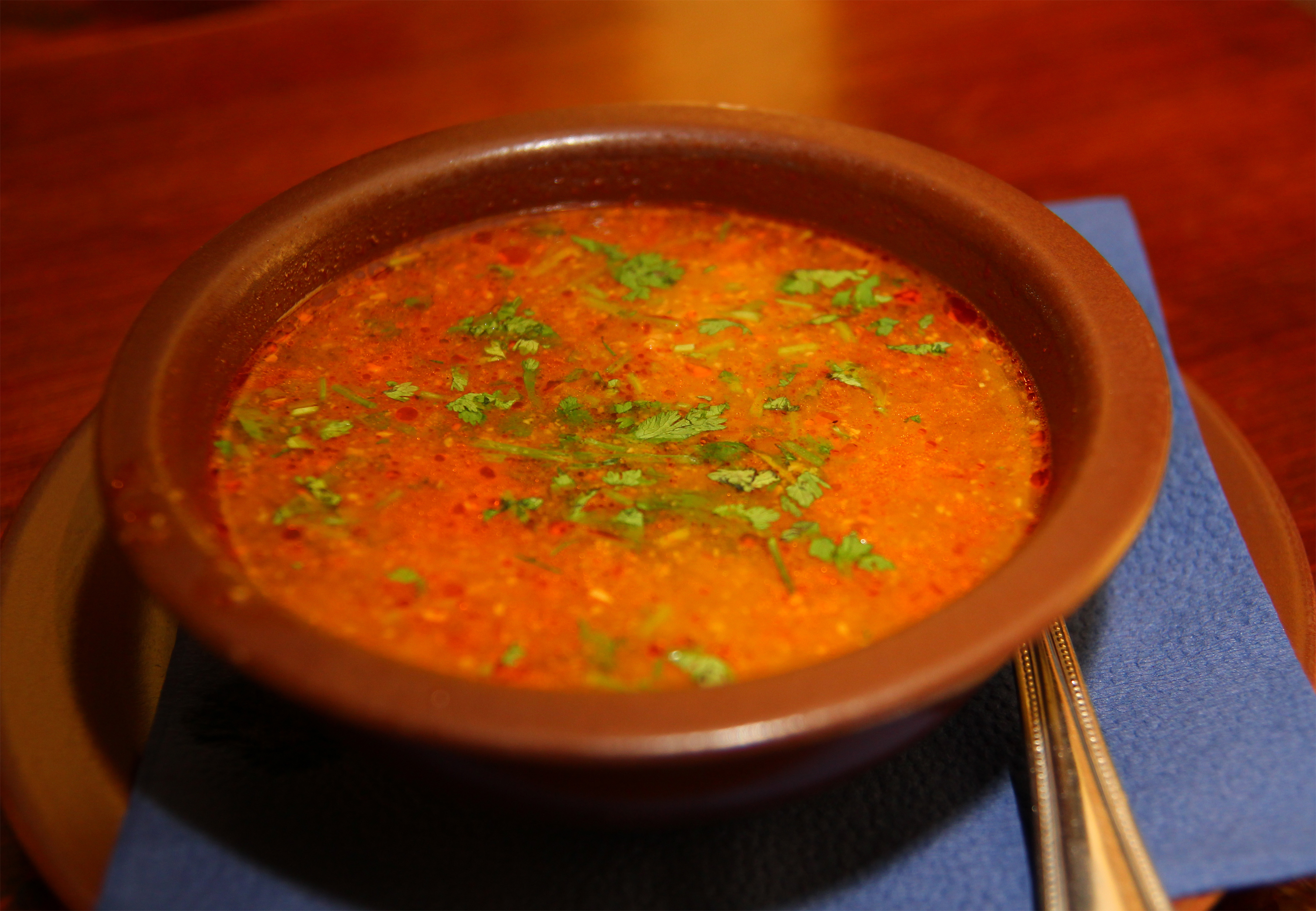
Chartsjo is de meest bekende Georgische soep

De Georgische keuken kent verschillende soepen (Georgisch: სუპი, soepi), waarvan sommigen ook als stoofpot gegeten kunnen worden.
- Chartsjo - pittige soep/stoofpot met rundvlees en kruiden uit het West-Georgische Mingrelië.
- Chasji - soep van runderdarmen, pens, schenkel en andere organen zoals nieren, aangevuld met wortel en ui. Beschouwd als remedie tegen katers.
- Katmis soepi - soep van kip, aardappel, wortel, ui, boter, knoflook, selderij, dille, peterselie, peperkorrels en rode chilipoeder
- Matzvnis - soep van zure room, melk, ei, azijn, bloem, boter, ui, wortel, basilicum, munt en gegarneerd met chilipeper.
- Matsvnis soepi - letterlijk 'yoghurtsoep', gemaakt van matsoni met rijst, zure room, ei, ui, peterselie, koriander, lente-uitjes en munt.
- Satatsoeri - soep van asperges, ui, boter, ei en kruiden zoals koriander, dille en peterselie.
- Toetmadzji - noedel- en yoghurtsoep uit Mescheti (Samtsche-Dzjavacheti), met uien en boter. Zou helpen tegen katers.
- Tsjichirtma - stevige lichtzurige en romige soep van kip, ui, ei, bloem, azijn, laurierblad en koriander. Zou een remedie tegen katers zijn.

De chartsjo en tsjichirtma zijn er ook in vegetarische versie.

### Vegetarisch

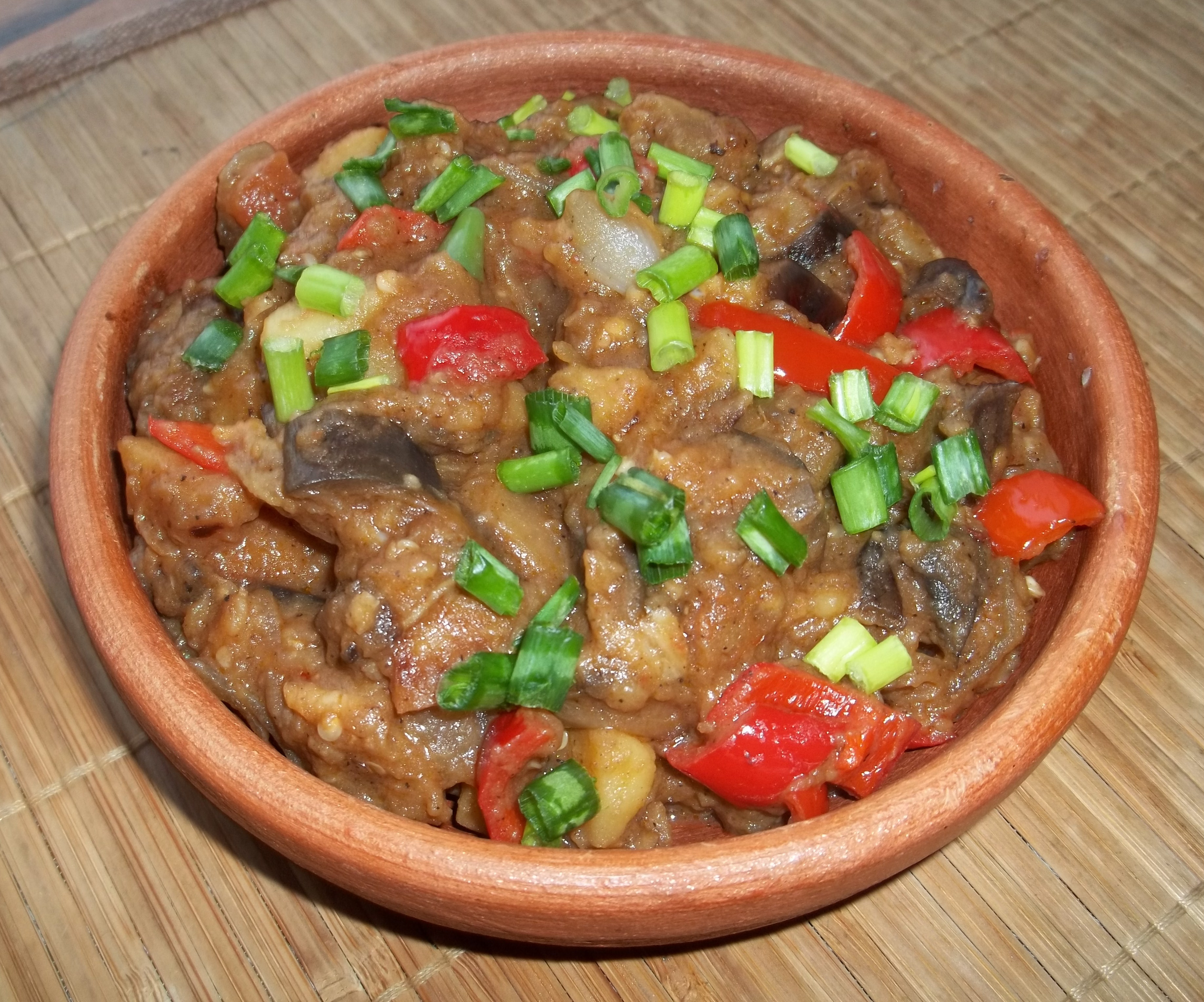
Adzjapsandali

De Georgische keuken heeft verschillende traditioneel vegetarische gerechten, en er zijn daarnaast van traditionele vleesschotels ook vegetarische varianten. De orthodoxe traditie Samarchvo, die veel mensen tot de helft van het jaar doet afzien van het eten van dierlijke producten heeft zich vertaald in de keuken.
- Adzjapsandali - stoofpot van aubergine, ui, paprika, tomaat, knoflook en verse groene kruiden. Ook wel "Georgische ratatouille" genoemd.
- Ghomi - een dikke warme pap van grove en fijne maïzena met soelgoeni-kaas. Kan met sauzen als tkemali of satsivi. Meestal een bijgerecht.
- Lobio - stoofpot van bonen die zowel koud als warm gegeten wordt. Er zijn vele variaties, van mild tot pittig en van dik tot soepig.
- Mchlovani - een soort van chatsjapoeri of hartige taart, gevuld met groenten, kaas en kruiden. Uit bergregio's.
- Mtsvane lobio - Groene (mtsvane) variant van de lobio, bereid met sperziebonen, ei, ui, boter, tomaat en koriander. Populair als lichte lunch in de zomer.
- Mtsvane pomidori - groentegerecht van groene tomaten, ui, wortel, knoflook, peterselie, selderij, olijfolie. Wordt meestal bij kamertemperatuur gegeten.
- Pomidori tchilit - groentegerecht van rode tomaten, ui, hazelnoten, knoflook, koriander, peterselie, olijfolie en chilipepers. Vaak als bijgerecht bij vlees of vis.
- Sjila plavi - rijstgerecht, vegetarische variant tijdens het vasten met champignons. Wordt traditioneel geserveerd bij begrafenissen.
- Chinkali - vegetarische varianten met een vulling van aardappel, kaas of champignon.
- Onder salades en hapjes staan verschillende vegetarische gerechten die goed gecombineerd kunnen worden of die standaard op de soepra-tafel geserveerd worden.

### Vlees en gevogelte

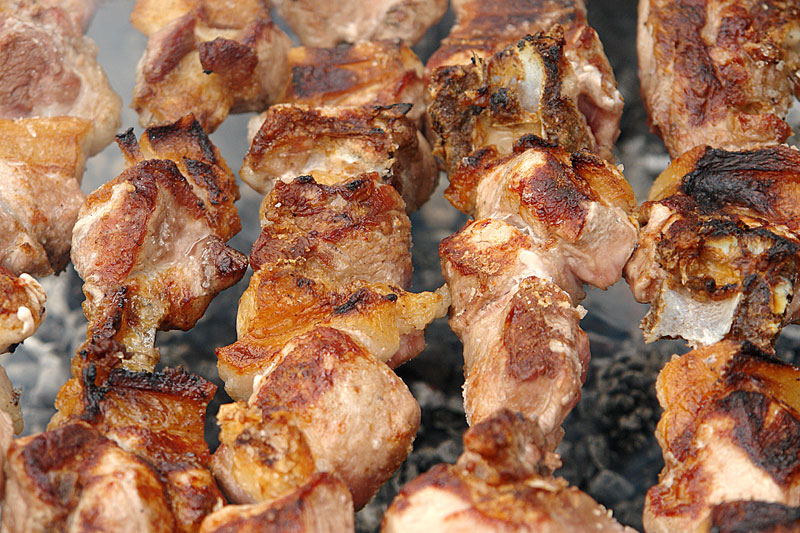
Mtsvadi, de Georgische sjasliek

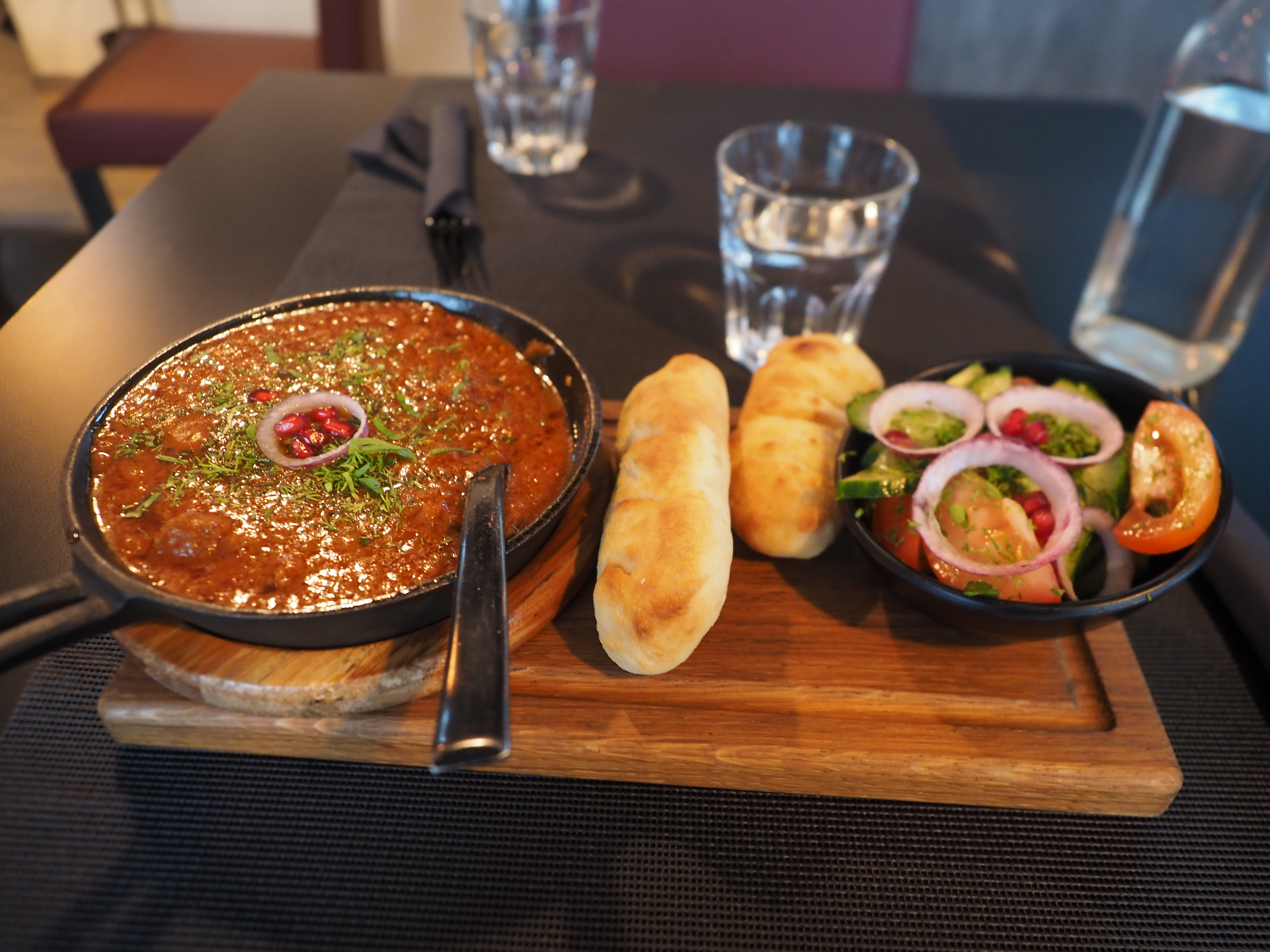
Tsjasjoesjoeli, een pittige runderstoofpot

In Georgië worden veel verschillende soorten vlees en wild gegeten, van rundvlees tot geitenvlees en wild zwijn. Tot de komst van de moderne landbouw werd vlees als een luxe beschouwd en was het nauwelijks dagelijkse kost. Om het vlees van geslachte dieren toch goed te kunnen bewaren werd het gezout, gedroogd of gerookt. De bereiding van het vlees gaat zowel door te grillen, bakken en koken. Vlees wordt ook in allerlei gerechten verwerkt, bijvoorbeeld in stoofpotten. Traditioneel Georgische condiments bij vlees- en gevogelte zijn tkemali en satsebeli. De belangrijkste gerechten zijn:
- Abchazoera - pittige gehaktballen van runder- en varkensvlees uit Abchazië, met peterselie, dille, koriander, groene peper, ui en zomerbonenkruid.
- Chasjlama - eenvoudig gerecht uit Kacheti van gekookt runder-, kalfs- of lamsvlees en enkele kruiden.
- Chinkali - een van de bekendste Georgische gerechten. Gekookte deegzakjes gevuld met vlees en kruiden. Er zijn ook vegetarische versies.
- Kaoerma - gekookte lamsschouder met ui, knoflook, granaatappelsap en laurierblad.
- Katami brotseoelit - stukjes kip met bloem, ui, granaatappelsap en -zaden, laurierblad, tijm en koriander. Georgisch-joods gerecht uit Tbilisi.
- Koepati - gegrilde pittige Georgische worst van varkens- of rundvlees, ui, peper, kaneel, knoflook en koriander.
- Koetsjmatsji - west-Georgisch gerecht van kippenlevers en andere organen met walnoten en granaatappel.
- Mtsvadi - Georgische sjasliek van gemarineerde varkensvlees, schapenvlees of kalfsvlees en bereid boven open vuur.
- Odzjachoeri - geroosterd vlees en gebakken aardappelen, geserveerd in een ketsi.
- Sjkmeroeli - gebraden kip uit Ratsja in een melk- of roomsaus met geperste en gebakken knoflook.
- Tsitsila tabaka - gebraden kip in een traditonele pan, de tapa. De kip wordt platgedrukt bereid, is knapperig aan de buitenkant en mals van binnen.
- Tsjachochbili - kipvariant van de tsjasjoesjoeli stoofpot. Naam is afgeleid van 'chochobi' (fazant), de oorspronkelijk gebruikte vogel.
- Tsjakapoeli - stoofpot van rund- of lamsvlees met onrijpe zure pruimen, lente-uitjes, groene pepers, witte wijn en kruiden. gegeten tijdens orthodox Pasen.
- Tsjanachi - stevige stoofpot van lamsvlees, aubergine, paprika en tomaat met koriander en basilicum, geserveerd in een 'tsjanachi', een kleipot.
- Tsjasjoesjoeli - pittige stoofpot uit Imereti van runder- of kalfsvlees met tomaat, chilipeper, knoflook en kruiden.

### Vis
Ondanks de lange Zwarte Zeekustlijn en de vele rivieren kent de Georgische keuken weinig speciale visgerechten. Wel wordt in sommige traditionele vleesgerechten vis gebruikt als vleesvervanger. De Georgiërs hebben een voorkeur aan riviervis, met de kleine forel ('tsotschali') en zalm als favoriet. Daarnaast worden platvissen uit de Zwarte Zee en steur uit de Kaspische Zee in de keuken gebruikt. De meeste gegrilde visgerechten zijn vrij eenvoudig van karakter met citroen, ui en zwarte peper. Smaakmakers zijn daarbij de traditioneel Georgische satsivi, satsebeli en tkemali sauzen.
- Mosjoesjoeli tevzi pamidvrit - gepocheerde filet van tong of bot met tomaat, ui en kruiden.
- Tevzi kindzmarsji - koud gerecht van gekookte tong of heilbot met een koriandersaus.
- Tsotschali - schotel van gekookte stukjes forel met een saus van yoghurt, knoflook, peterselie, selderij, en zwarte peper.

## Sauzen en specerijen

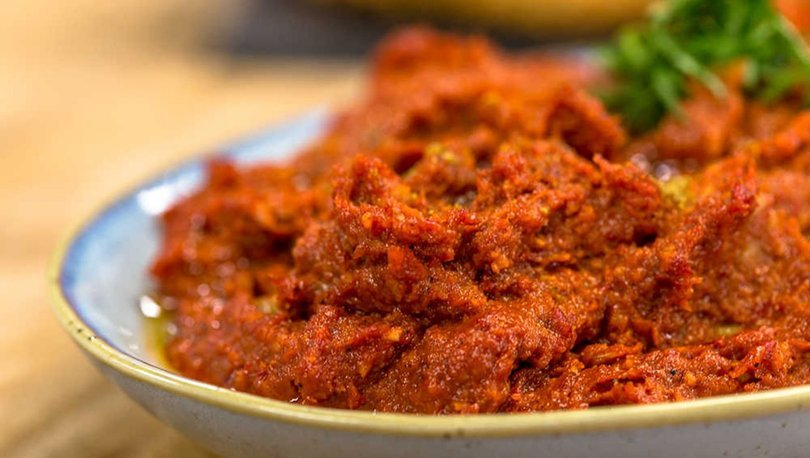
Adzjika kruidenpasta

De Georgische keuken maakt gebruik van veel kruiden en specerijen, die vervolgens ook in sauzen gebruikt worden. Naast uitbundig gebruik van veel verse groene kruiden zoals koriander, dille, basilicum, peterselie en munt, worden ook droge specerijmengsels gemaakt van gemalen kruiden. Imeretisch saffraan (afrikaantjes), fenegriek, en chilipeper zijn veelgebruikte smaakmakers.
- Adzjika – pittige kruidenpasta
- Satsivi – saus van walnoten
- Satsebeli - pittige rode saus op basis van tomaten en adzjika
- Svanetisch zout - gekruid zout uit de streek Svanetië
- Tkemali – zure saus van pruimen

## Brood

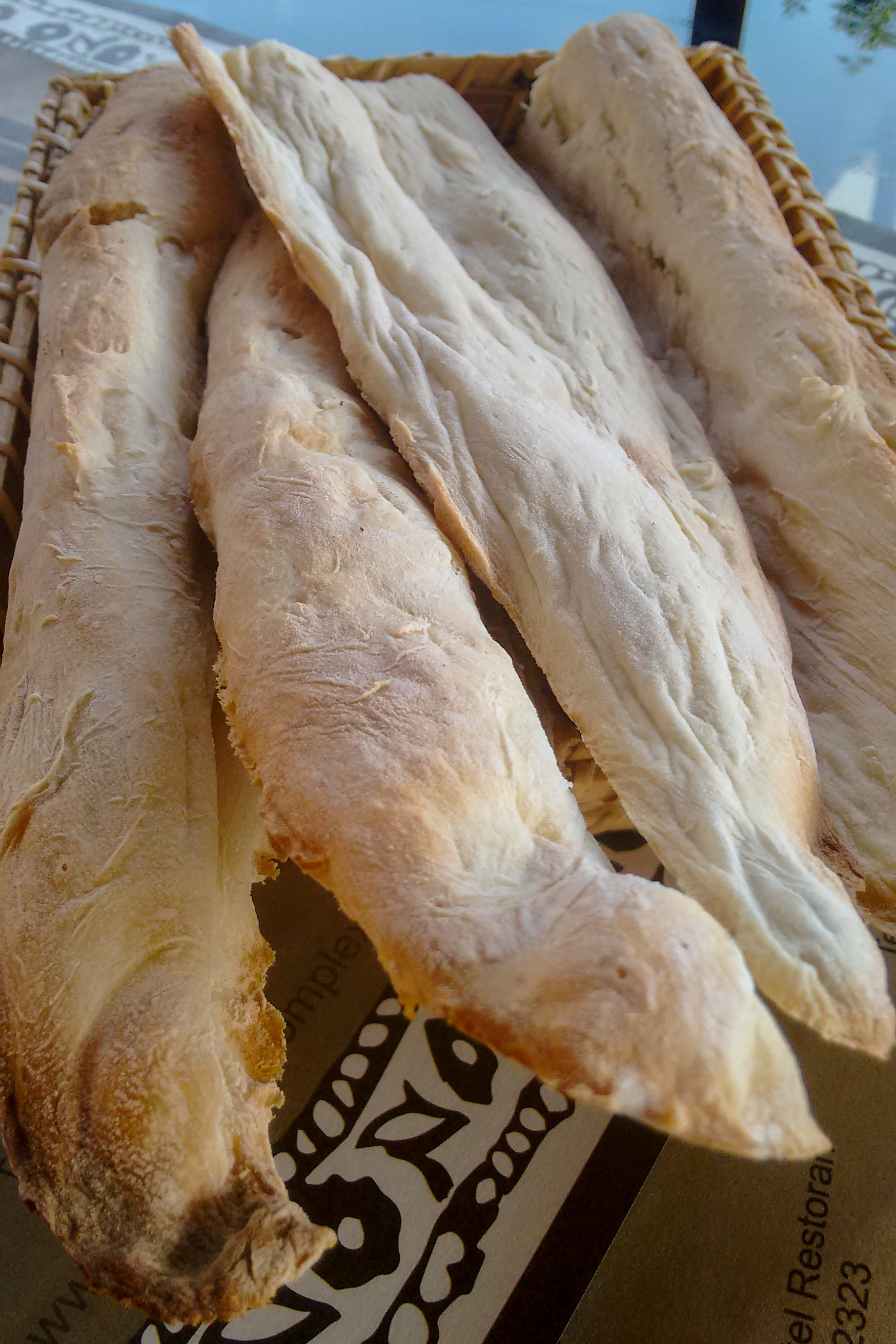
Sjotis Poeri

Georgische broden worden traditioneel gebakken in een grote ronde oven, de tone die vergelijkbaar is met een tandoor. 
- Sjotis poeri - het standaard langwerpige platbrood.
- Mtsjadi - maisbrood uit het westen van Georgië. Vaak gegeten met lobio of kaas.
- Chatsjapoeri - het bekende warme kaasbrood. Elke regio heeft eigen varianten, maar allemaal van deeg en kaas.

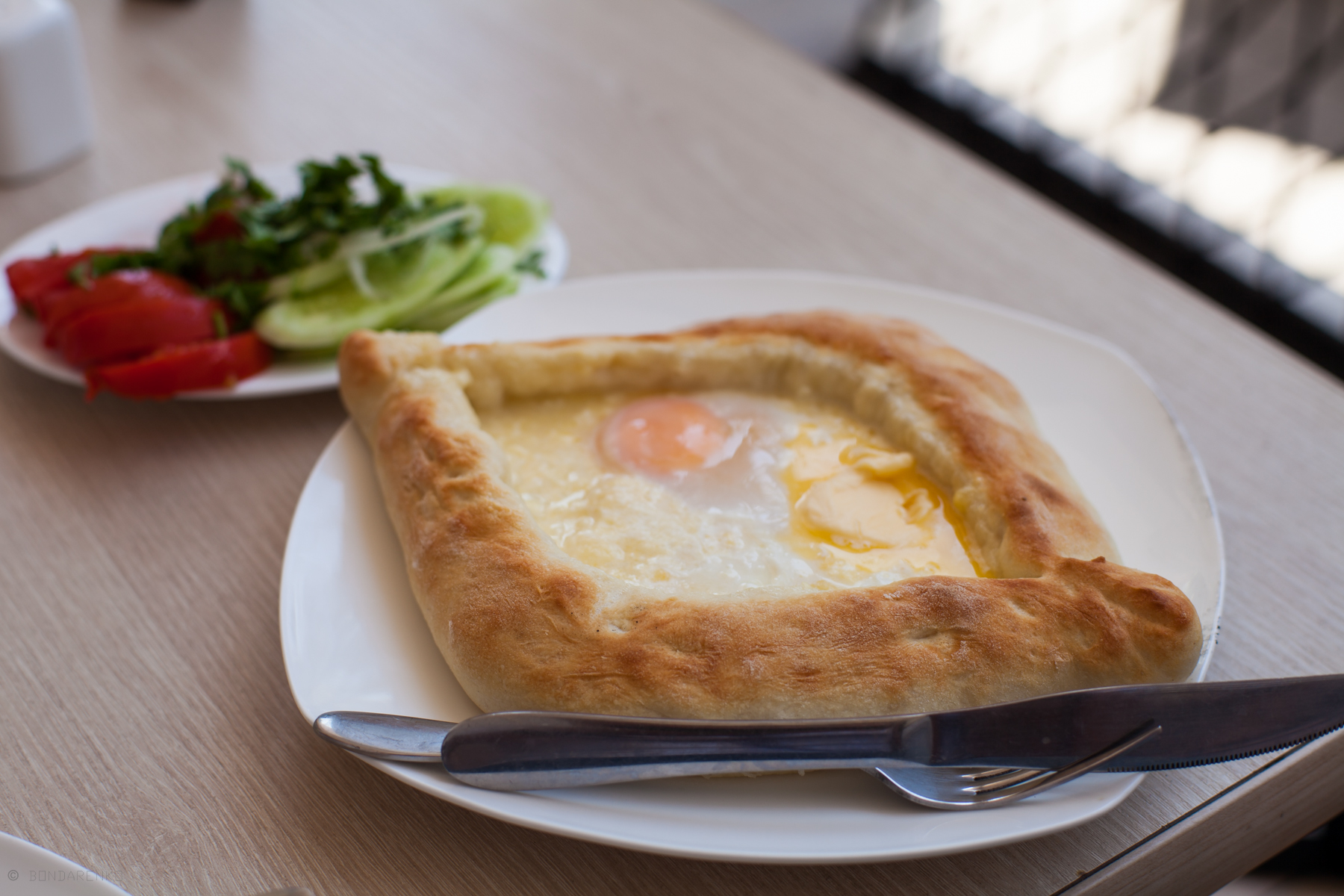
Adzjaroeli chatsjapoeri
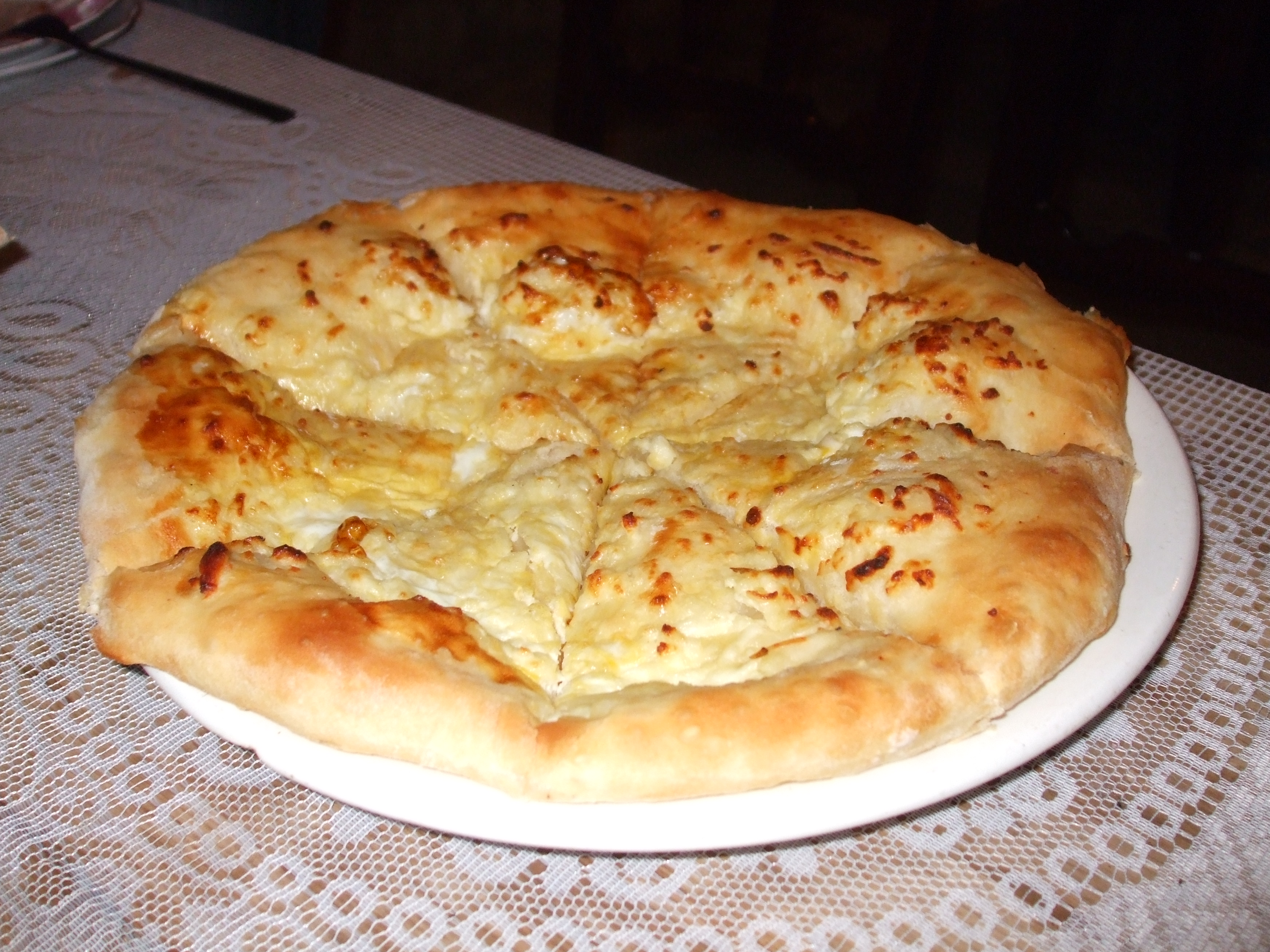
Megroeli chatsjapoeri
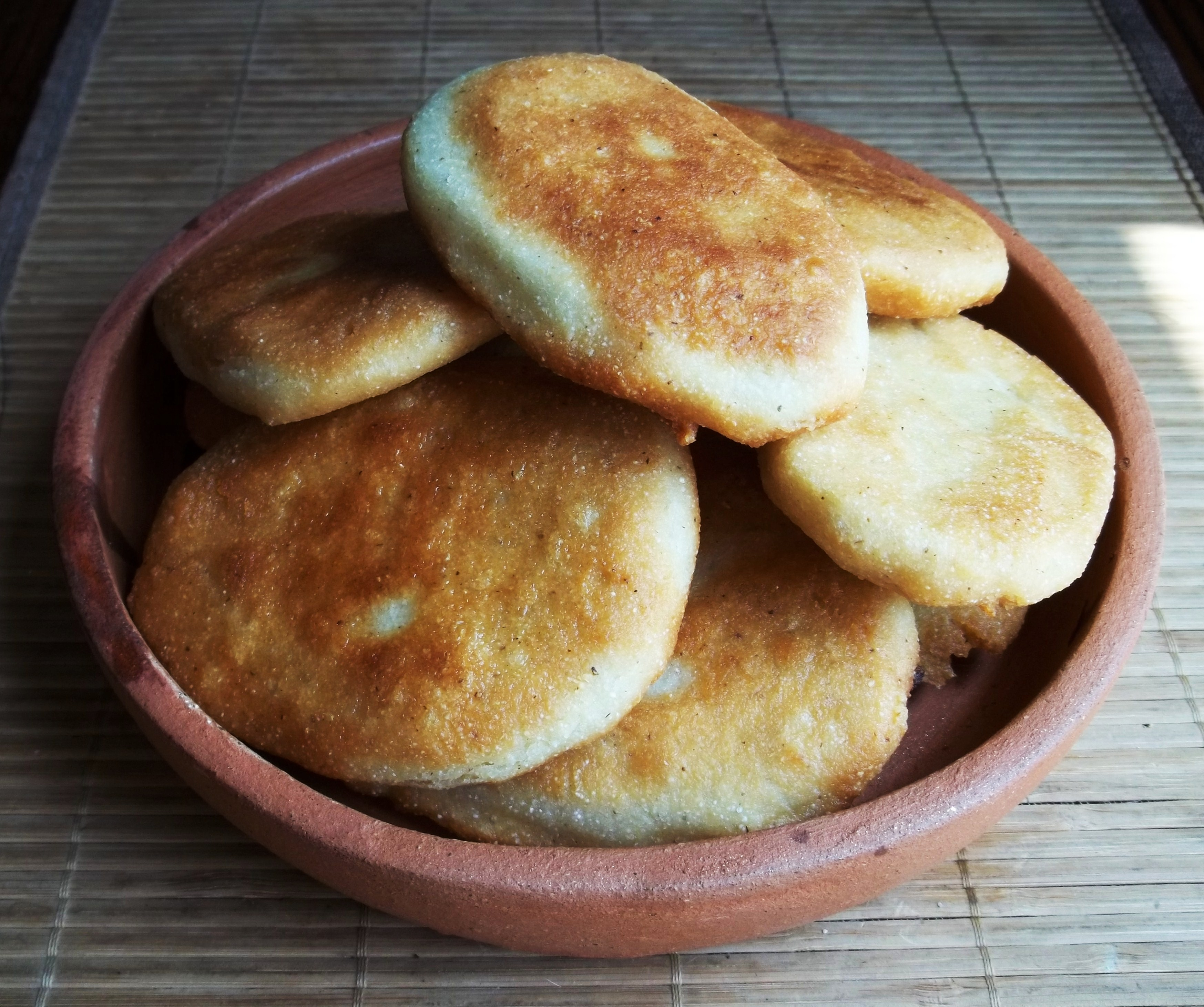
Mtsjadi
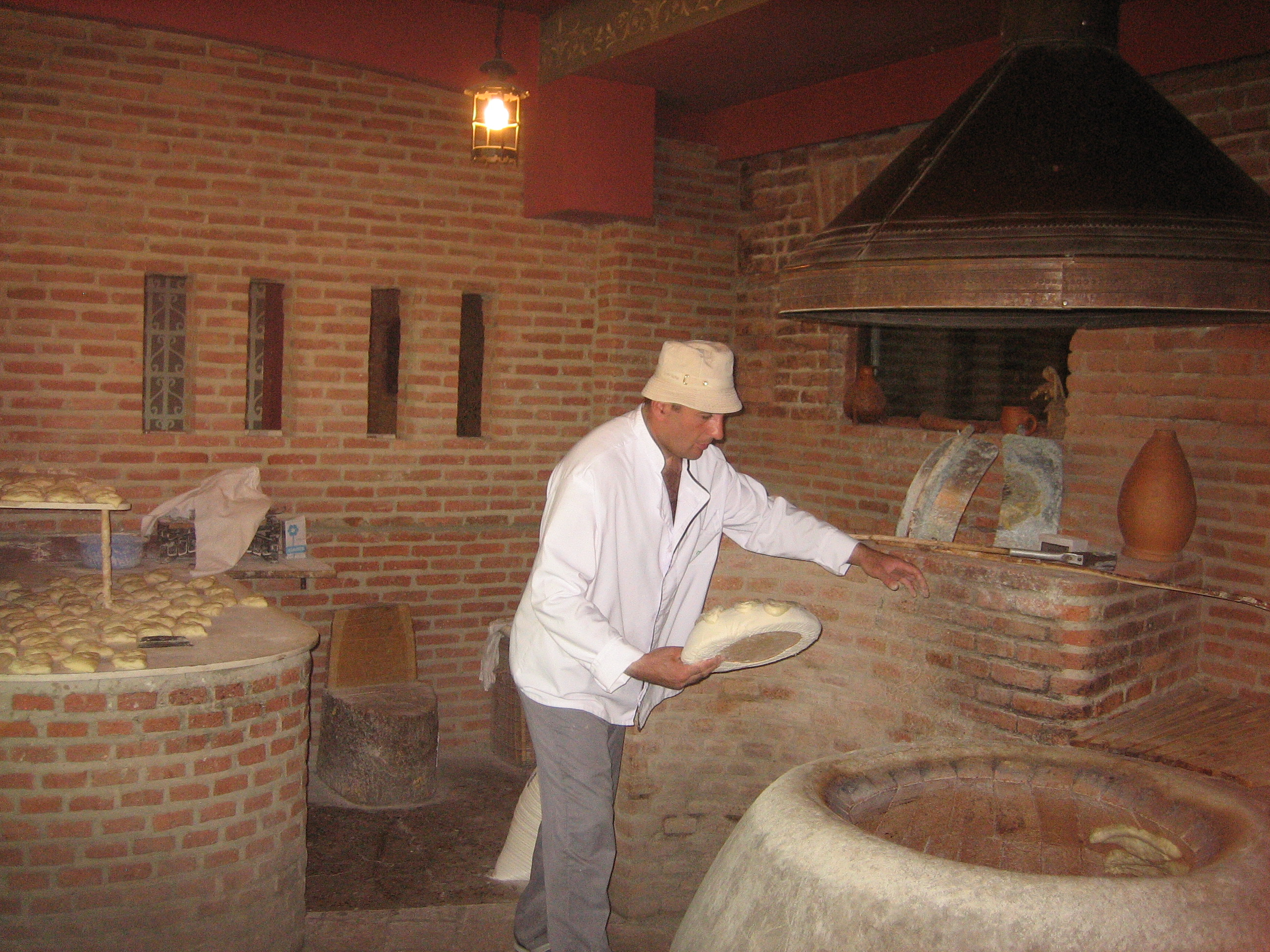
De tone-oven

## Dranken

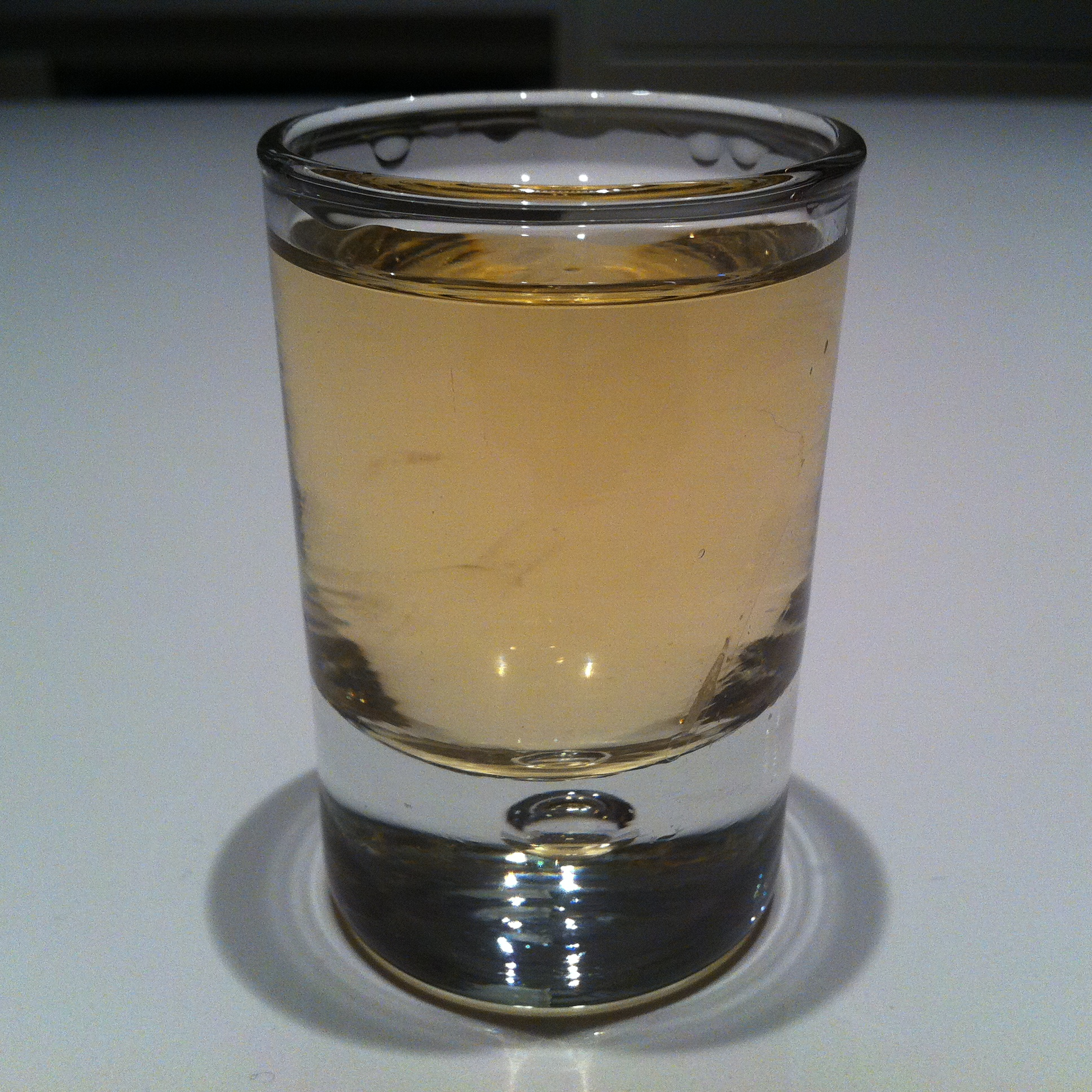
De tsjatsja is de Georgische variant op wodka, van druiven

Alcoholische dranken uit Georgië omvatten een kleurloze sterkedrank tsjatsja en Georgische wijn. Een selectie aan Georgische wijnen zijn onder andere Pirosmani, Alazani, Achasheni, Saperavi en Kindzmaraoeli. De wijncultuur in Georgië bestaat al duizenden jaren. Vele Georgische wijnen worden gemaakt van traditionele Georgische druivensoorten die weinig bekend zijn in het Westen, zoals Saperavi en Rkatsiteli. Georgische wijn is bekend in heel Oost-Europa en is een belangrijk nationaal exportproduct, met een export van meer dan 100 miljoen flessen wijn per jaar.
Bier maakt 18% uit van de totale alcoholconsumptie in het land en een aantal gekende biermerken zijn Natakhtari, Kazbegi en Argo.
Gangbare soorten mineraalwater uit Georgië zijn Borjomi, Nabeghlavi, Likani en Sairme.

## Verwante keukens
- Armeense keuken
- Azerbeidzjaanse keuken
- Perzische keuken
- Turkse keuken